# Gorlice (comune rurale)
Gorlice è un comune rurale polacco del distretto di Gorlice, nel voivodato della Piccola Polonia.
Ricopre una superficie di 103,43 km² e nel 2004 contava 16 078 abitanti.
Il capoluogo è Gorlice, che non fa parte del territorio ma costituisce un comune a sé.